# Chikkumane, Yellapur
Chikkumane là một làng thuộc tehsil Yellapur, huyện Uttara Kannada, bang Karnataka, Ấn Độ.